# Alte Kirche Mariä Heimsuchung (Innsbruck)

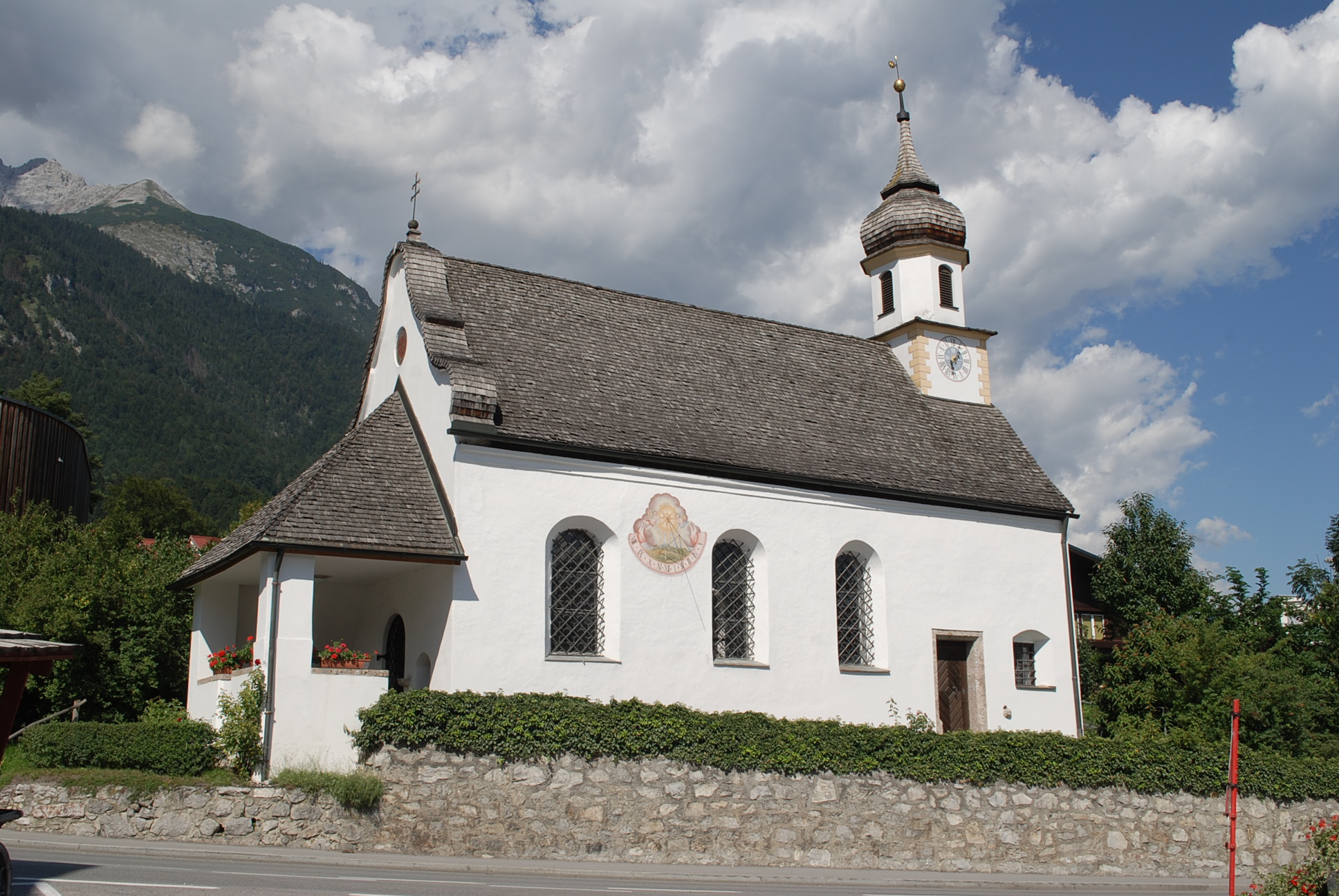
Alte Kirche Mariä Heimsuchung in Kranebitten

Die römisch-katholische Alte Kirche Kranebitten steht an der Kranebitter Allee im Innsbrucker Stadtteil Kranebitten. Die dem Patrozinium Mariä Heimsuchung unterstellte Kirche gehört zum Dekanat Innsbruck in der Diözese Innsbruck. Die Kirche steht unter Denkmalschutz (Listeneintrag).

## Geschichte
Die Kirche wurde 1620/1621 auf Veranlassung des damaligen Besitzers des Kranebitter Hofs auf einem Grundstück, das ihm durch Fortunat Freiherr von Wolkenstein und Rodeneckverliehen wurde, erbaut. 1625 wurde sie durch den Brixner Weihbischof Andrä Krosini geweiht. Um 1756/1759 wurde die Kirche barockisiert. Die Vorhalle wurde 1834 angebaut. 1976/1978 und 2008/09 erfolgten Restaurierungen. Seit 1654 führten sieben Bildstöcke von der Höttinger Au entlang der Kranebitter Allee zur Kirche.
Hinter der Kirche wurde 2001/2002 das moderne Pfarrzentrum Kranebitten erbaut.

## Architektur
Das Kirchenäußere zeigt einen Langbau unter einem geschindelten Satteldach mit einem kuppelbekrönten Dachreiter mit barockem Zwiebelhelm im Osten. Der Westfront mit einem barocken geschwungenen Giebel ist eine überdachte Vorhalle vorgestellt. An den Längsseiten unter dem Dach befinden sich profilierte Hohlkehlen, an der Südfassade drei schmiedeeisenvergitterte Rundbogenfenster.
Das Kircheninnere ist ein dreijochiger, einschiffiger Saalraum mit leicht erhöhtem Chor. Das durchgehende Tonnengewölbe mit Stichkappen ist mit reichem Rokoko-Stuck aus der Zeit um 1756 geschmückt. Die Deckengemälde von Johann Michael Strickner zeigen Adam und Eva im Paradies, Madonna mit Kirche und Personen in Tracht in ortsbezogener Landschaft und hinter dem Altar einen gemalten Baldachin.

## Einrichtung
Den Hochaltar aus Marmor schuf Johann Heinrich oder Michael Renn. Die flankierenden Figuren der Heiligen Joachim und Anna aus Stuck in seitlichen Nischen werden Ingenuin Lechleitner zugeschrieben. Das Altarblatt Mariä Heimsuchung malte Johann Michael Strickner 1752 nach dem Vorbild des ehemaligen Altarbildes der Kirche des Haller Damenstifts, das 1713 vom Münchner Maler Johann Degler geschaffen wurde und sich heute in der Pfarrkirche Rohrdorf am Inn befindet.
Die Stationsbilder entstanden im 18. Jahrhundert. Ein Pestvotivbild aus 1693 erinnert an die Messenstiftung der Bewohner des Höttinger Rieds nach der Pest 1652. Die Kanzel wurde in den 1860er Jahren eingebaut. 
In der offenen Vorhalle befindet sich ein Tonrelief des Auferstandenen von Hans Pontiller aus den 1950er Jahren, das ursprünglich auf einem Grabmal angebracht war.
Eine Glocke nennt Sebastian Zach 1790.